# 國立康定師範專科學校
国立康定师范专科学校是民国时期位于康定的一所学校。

## 历史沿革
1934年，中国国民党中央政治学校在康定成立分校，主任为杨倬荪。校址位于诸葛街川王宫，当年开始招收简易师范部学生，学制四年。1937年，停止招收简易师范部学生，改招初中学生。1938年，崔子信出任主任。1940年，该校改名为“国立康定师范学校”，改由国民政府教育部管理。1943年，武文出任校长。1945年，方兴成出任校长。
1947年，国立康定师范学校升格为国立康定师范专科学校，该校为康区第一所高等院校，方兴成仍为校长。
1949年末，学校停课。1950年3月，解放军接管康定后，将该校与其他学校一同合并为康定中学。